# Honda L series

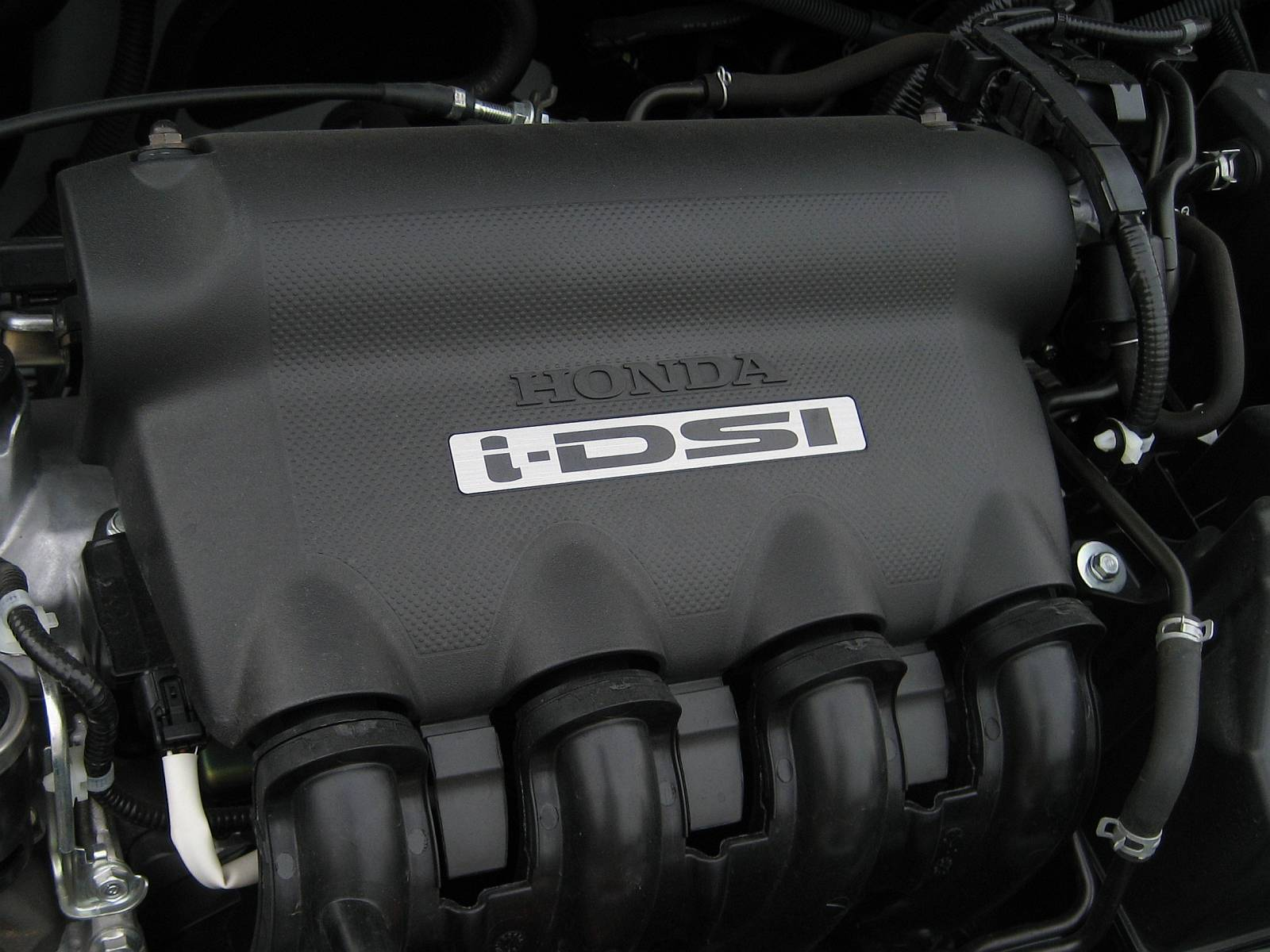
Motor L13A i-DSI

La serie L es una familia de motores compactos 4 cilindros en línea creado por Honda, introducida en 2001 con el Honda Fit. Cuenta con cilindradas de 1.2, 1.4 y 1,5, denominadas L12A, L13A y L15A. Dependiendo de la región, estos motores se vendieron en modelos como el Honda Brio de 5 puertas, el Honda Fit/Jazz hatchback y el Honda Fit Aria/City Sedan de 4 puertas (también conocido como Fit Saloon). También se venden en Japón en el Honda Airwave Wagon y el Honda Mobilio MPV.
Hay dos tipos de trenes de válvulas diferentes en esta serie de motores. El L12A, L13A y una de las variedades L15A usan (en japonés: i-DSI) o "intelligent Dual & Sequential Ignition"; esta configuración utiliza 2 bujías por cilindro. Se disparan en diferentes intervalos durante el proceso de combustión para lograr una combustión más completa de la gasolina. Este proceso permite que el motor rinda más potencia, manteniendo el consumo de combustible bajo gracias a una mejor utilización de la gasolina y también reduciendo las emisiones. Los motores i-DSI tienen 2 válvulas por cilindro y una modesta línea roja en 6000 rpm, pero capaz de alcanzar el par motor máximo a mediados de rango de rpm, lo que permite un rendimiento decente sin tener que revolucionar el motor a alta velocidades .
El otro tren de válvulas en uso es de tipo VTEC montado en dos variedades del L15A. Este motor de 4 válvulas por cilindro está más orientado al rendimiento que a la eficiencia con una línea roja ligeramente superior, que alcanza un par máximo a altas rpm. Sin embargo, todavía ofrece una buena combinación de rendimiento y eficiencia de combustible. Tanto el i-DSI como el VTEC tienen proporciones relativamente altas de compresión (10,8:1 y 10,4:1 respectivamente).
Antes de abril de 2006, la serie L montaba exclusivamente transmisión manual de 5 velocidades o Transmisión variable continua (CVT). Sin embargo , la introducción del Fit en Canadá y Estados Unidos, fue la primera vez que la serie L monto una transmisión automática tradicional con un convertidor de par. El L12A i-DSI está disponible exclusivamente en Europa en el Jazz y se vende sólo con una transmisión manual de 5 velocidades. Los otros tres motores están disponibles con una transmisión manual de 5 velocidades, una transmisión CVT, una transmisión CVT con el modo de 7 velocidades o una transmisión automática de 5 velocidades, dependiendo de la región.
A partir de 2010, la SCCA (Sports Car Club of America) aprobó el L15A (i-VTEC) para ser utilizado para la Fórmula F, en sustitución del motor Ford Kent.

## L12A

### L12A i-DSI
- Encontrado en:
  - Honda Jazz (Conocido como Fit) (Europa)
    - Cilindrada: 1246 cc
    - Diámetro x Carrera: 73 mm (2,87 pulgadas) × 74,4 mm (2,93 pulgadas)
    - Compresión: 10.8:1
    - Potencia: 77 CV (57 kilovatios) @ 5700 rpm
    - Par: 110 Nm (81 lb-ft) @ 2800 rpm
    - Transmisión: Manual 5 velocidades
    - Variantes: L12A1

### L12B i-VTEC
- Encontrado en:
  - Honda Jazz (Alemania e India)
  - Honda Brio (Tailandia, India e Indonesia)
    - SOHC i-VTEC 16 válvulas
    - Cilindrada: 1,198 cc
    - Diámetro x Carrera: 73 mm (2,87 pulgadas) × 71,58 mm (2,82 pulgadas)
    - Compresión: 10.2:1
    - Potencia: 90 CV (66 kilovatios) @ 6,200 rpm
    - Par: 114 Nm (84 lb-ft) @ 4,900 rpm
    - Emisiones CO2: 125 g/km

## L13A

### L13A i-DSI
Montado en el Honda Fit 1.3 en Japón y solo disponible con transmisión CVT. En Europa la versión 1.4 del Jazz y City estaba disponible con transmisión manual de 5 velocidades o CVT de 7 velocidades. En Australia el Jazz GLi (modelo base) se ofrecía con transmisión manual de 5 velocidades o la CVT estándar. En Brasil la versión 1.4 estaba disponible con transmisión manual de 5 velocidades o CVT. El Civic 1.4 i-DSI Europeo estaba disponible con transmisión automatizada de 6 velocidades I-SHIFT.
- Encontrado en:
  - Honda Civic (Séptima generación)
  - Honda City
  - Honda Jazz
  - Honda Fit
    - Cilindrada: 1339 cc
    - Diámetro x Carrera: 73 mm (2,87 pulgadas) x 80 mm (3,15 pulgadas)
    - Compresión: 10.8:1
    - Potencia: 86 CV (63 kilovatios) @ 5700 rpm
    - Par: 119 Nm (88 lb-ft) @ 2800 rpm

### L13A1 i-DSI
- Encontrado en:
  - Honda Civic (Octava generación) (Europa)
  - Honda City (Europa)
  - Honda Jazz (Europa)
  - Honda Fit (Europa)
    - Cilindrada: 1339 cc
    - Diámetro x Carrera: 73 mm (2,87 pulgadas) x 80 mm (3,15 pulgadas)
    - Potencia: 83 CV (61 kilovatios)
    - Par: 130 Nm (96 lb-ft)
    - Emisiones CO2: 109 g/km (Honda Civic Hybrid)
    - Variantes: L13A7, L13A8

### L13Z1 i-VTEC
- Encontrado en:[2]
  - Honda Fit GE6 y GE7 (Japón)
  - Honda Brio (Indonesia)
  - Honda City (Pakistán)
  - Honda Airwave (Japón)
  - Honda Civic (Europa)
  - SOHC 16 valve i-VTEC
    - Cilindrada: 1,339 cc (81.7 cu in)
    - Inyección de colector multipuerto
    - Diámetro x Carrera: 73 mm (2,87 pulgadas) × 80 mm (3,15 pulgadas)
    - Compresión: 10.5:1
    - Potencia: 99 CV (73 kilovatios) @ 6,500 rpm
    - Par: 127 Nm (94 lb-ft) @ 4,800 rpm

## L15A

### L15A2 i-DSI
- Encontrado en:[3]
  - Honda Fit Aria (Japón)
  - Honda Mobilio 2001- (Japón)[4]
  - Honda Partner (Japón)
  - También en Europa en el Fit/Jazz y City
    - Cilindrada: 1496 cc
    - Diámetro x Carrera: 73 mm (2,87 pulgadas) x 89,4 mm (3,52 pulgadas)
    - Compresión: 10.8:1
    - Potencia: 90 CV (66 kilovatios) @ 5500 rpm
    - Par: 131 Nm (97 lb-ft) @ 2700 rpm
    - Solo con gasolina 98

### L15A4 i-DSI
- Encontrado en:
  - Honda Jazz CKD (Indonesia y Tailandia)
    - Cilindrada: 1496 cc
    - Diámetro x Carrera: 73 mm (2,87 pulgadas) x 89,4 mm (3,52 pulgadas)
    - Compresión: 10.4:1
    - Potencia: 88 CV (65 kilovatios) @ 5500 rpm
    - Par: 128 Nm (94 lb-ft) @ 2700 rpm
    - Modelo sin válvula EGR ni Sonda Lambda
    - Puede usar gasolina 95 y 98

### L15A1 VTEC
- Encontrado en:
  - Fit (Japón)
  - Honda City (Canadá y EE. UU.)
  - Honda Mobilio Spike 2002 (Japón)[5][6]
    - Cilindrada: 1496 cc
    - Diámetro x Carrera: 73 mm (2,87 pulgadas) x 89,4 mm (3,52 pulgadas)
    - Compresión: 10.4:1
    - Potencia: 110 CV (81 kilovatios) @ 5800 rpm
    - Par: 143 Nm (105 lb-ft) @ 4800 rpm
    - Transimisiones: manual 5 velocidades, variable continua (CVT) y automática 5 velocidades

### L15A7 (i-VTEC)
- Encontrado en:[2]
  - Honda Fit GE8 GE9 (Japón)
  - Honda Jazz GE8 GE9 (Brasil y Tailandia)
  - Honda Freed GB3 GB4 (Japón)
  - Honda City (Brasil, Pakistán y Tailandia)
  - Formula Ford (Motor opcional legal desde 2010 en SCCA (Estados Unidos))
    - Cilindrada: 1,496 cc
    - Diámetro x Carrera: 73 mm (2,87 pulgadas) × 89,4 mm (3,52 pulgadas)
    - Compresión: 10.4:1
    - SOHC i-VTEC 16 válvulas
    - Potencia: 120 CV (88 kilovatios) @ 6,600 rpm
    - Par: 145 Nm (107 lb-ft) @ 4,800 rpm
    - Emisiones CO2 148 g/km

## LDA/LEA

### LDA (i-DSI pause-cylinder i-VTEC)
- Encontrado en:
  - Honda Insight (ZE2) sedan
    - Cilindrada: 1,339 cc
    - Diámetro x Carrera: 73 mm (2,87 pulgadas) × 80 mm (3,15 pulgadas)
    - SOHC pause i-VTEC 8 válvulas IMA
    - Potencia: 88 CV (65 kilovatios) @ 5,800 rpm
    - Par: 121 Nm (89 lb-ft) @ 4,500 rpm

### LDA (i-DSI +3 stage i-VTEC)
- Encontrado en:
  - Honda Civic Hybrid (FD3)
    - Cilindrada: 1,339 cc
    - Diámetro x Carrera: 73 mm (2,87 pulgadas) × 80 mm (3,15 pulgadas)
    - SOHC i-VTEC 3 etapas 8 válvulas IMA
    - Potencia: 95 CV (70 kilovatios) @ 6,000 rpm
    - Par: 123 Nm (91 lb-ft) @ 4,600 rpm

### LEA
- Encontrado en:
  - Honda CR-Z (ZF1) 2010-
    - Cilindrada: 1,496 cc
    - Diámetro x Carrera: 73 mm (2,87 pulgadas) × 89,4 mm (3,52 pulgadas)
    - SOHC i-VTEC 16 válvulas IMA
    - Potencia: 125 CV (92 kilovatios) @ 6,000 rpm
    - Par: 145 Nm (107 lb-ft) @ 4,800 rpm